# Hôtel de Grimaldi-Régusse (La Ciotat)
L'hôtel de Grimaldi-Régusse est un hôtel particulier situé aux 18 rue Adolphe-Abeille et 6 quai Ganteaume, à La Ciotat (France).
Cet édifice est inscrit au titre de monument historique depuis le 19 janvier 1999.